# Arthurian League
L'Arthurian League és una lliga anglesa de futbol per a equips formats per antics alumnes (old boys) d'escoles públiques. La lliga, afiliada a l'Amateur Football Alliance, existeix des del 1961 i té set divisions, formades actualment per 57 equips que representen 36 clubs. La màxima categoria és la Premier Division.
El nom de la lliga faria referència a l'històric jugador Arthur Dann, tot i que com no n'hi ha una prova documentada també se l'ha relacionat amb la llegenda del Rei Artús.

## Clubs participants de la Premier Division 2020/21
- Kings College Wimbledon
- Old Alleynians
- Old Bradfieldians
- Old Brentwoods
- Old Carthusians
- Old Etonians
- Old Harrovians
- Old Tonbridgians
- Old Wykehamists

## Palmarès de la Premier Division
| Season  | Champion                |
| ------- | ----------------------- |
| 1962-63 | (Competition abandoned) |
| 1963-64 | Old Malvernians         |
| 1964-65 | Old Malvernians         |
| 1965-66 | Lancing Old Boys        |
| 1966-67 | Old Brentwoods          |
| 1967-68 | Old Malvernians         |
| 1968-69 | Old Malvernians         |
| 1969-70 | Old Malvernians         |
| 1970-71 | Old Cholmeleians        |
| 1971-72 | Old Bradfieldians       |
| 1972-73 | Old Foresters           |
| 1973-74 | Old Foresters           |
| 1974-75 | Old Brentwoods          |
| 1975-76 | Old Brentwoods          |
| 1976-77 | Old Aldenhamians        |
| 1977-78 | Old Harrovians          |
| 1978-79 | Old Carthusians         |
| 1979-80 | Old Brentwoods          |
| 1980-81 | Old Brentwoods          |
| 1981-82 | Old Carthusians         |
| 1982-83 | Lancing Old Boys        |
| 1983-84 | Lancing Old Boys        |
| 1984-85 | Lancing Old Boys        |
| 1985-86 | Old Chigwellians        |
| 1986-87 | Old Cholmeleians        |
| 1987-88 | Old Carthusians         |
| 1988-89 | Old Cholmeleians        |
| 1989-90 | Old Chigwellians        |
| 1990-91 | Lancing Old Boys        |
| 1991-92 | Old Chigwellians        |
| 1992-93 | Old Etonians            |
| 1993-94 | Lancing Old Boys        |
| 1994-95 | Old Chigwellians        |
| 1995-96 | Old Foresters           |
| 1996-97 | Old Foresters           |
| 1997-98 | Old Foresters           |
| 1998-99 | Old Chigwellians        |
| 1999-00 | Old Brentwoods          |
| 2000-01 | (Competition abandoned) |
| 2001-02 | Old Reptonians          |
| 2002-03 | Old Foresters           |
| 2003-04 | Old Harrovians          |
| 2004-05 | Old Etonians            |
| 2005-06 | Old Carthusians         |
| 2006-07 | Old Brentwoods          |
| 2007-08 | Old Carthusians         |
| 2008-09 | Old Carthusians         |
| 2009-10 | Old Harrovians          |
| 2010-11 | Old Carthusians         |
| 2011-12 | Old Carthusians         |
| 2012-13 | Old Carthusians         |
| 2013-14 | Old Carthusians         |
| 2014-15 | Old Carthusians         |
| 2015-16 | Old Tonbridgians        |
| 2016-17 | Old Carthusians         |
| 2017-18 | Old Foresters           |
| 2018-19 | Old Carthusians         |